# 무거중학교
무거중학교(無去中學校)는 대한민국 울산광역시 남구 무거동에 있는 공립 중학교이다.

## 학교 연혁
- 2008년 3월 1일 : 학교 설립 인가(1학년 10학급) 및 개교
- 2010년 3월 1일 : 29학급 인가
- 2020년 3월 1일 : 제6대 이길배 교장 취임
- 2023년 1월 5일 : 제13회 졸업식(6학급 139명) (누적 3,417명)
- 2023년 3월 2일 : 제16회 입학(6학급 141명)

## 참고 자료
- 무거중학교 - 한국교육학술정보원 학교알리미